# Border (tuin)
Een border (bloemperk, bloembed of afgeperkte ruimte van tuin) is een strook grond met een beplanting van vaste planten in verschillende hoogten. Meestal maakt een border deel uit van een tuin en vaak grenst hij aan een muur, schutting of een haag. 
De beplanting hangt af van de grondsoort, zuurgraad, vochtomstandigheden en de bezonning. Terwijl de originele Engelse herbaceous border uitsluitend vaste planten bevat, kunnen in de Nederlandse border ook eenjarigen, tweejarigen en bollen staan.